# الشراونة
قرية الشراونة هي إحدى القرى التابعة لمركز إدفو في محافظة أسوان في جمهورية مصر العربية.